# Aleksiej Siemionow
Aleksiej Anatoljewicz Siemionow, ros. Алексей Анатольевич Семёнов (ur. 10 kwietnia 1981 w Murmańsku) – rosyjski hokeista, reprezentant Rosji, trener.

## Kariera zawodnicza
- Krylja Sowietow 2 Moskwa (1997-1998)
- SKA Sankt Petersburg 2 (1998)
- Sudbury Wolves (1998-2001)
- Hamilton Bulldogs (2000-2001-2003)
- Edmonton Oilers (2002-2004)
- SKA Sankt Petersburg (2004-2005)
- Edmonton Oilers (2005)
- Florida Panthers (2005-2007)
- Rochester Americans (2005-2007)
- Saławat Jułajew Ufa (2007)
- San Jose Sharks (2007-2009)
- Dinamo Moskwa (2009-2010)
- SKA Sankt Petersburg (2010-2014)
- Witiaź Podolsk (2014-2015)
- HK Soczi (2015-2016)
- Witiaź Podolsk (2016-2018)
- Saławat Jułajew Ufa (2018-2021)

Wychowanek Sudowierfa Murmańsk. W 1998 wyjechał do Kanady i przez dwa sezony grał w tamtejszej juniorskiej lidze OHL w ramach CHL. W drafcie NHL z 1999 został wybrany przez Edmonton Oilers. Następnie występował w rozgrywkach AHL i NHL do 2009. Wówczas na stałe powrócił do Rosji i od tego czasu gra w lidze KHL. Od listopada 2010 po raz kolejny w karierze zawodnik SKA Sankt Petersburg. W kwietniu 2013 przedłużył kontrakt z klubem o dwa lata. Od listopada 2014 zawodnik Witiazia Podolsk. Od maja 2015 zawodnik HK Soczi. Od maja 2016 ponownie gracz Witiazia. W tym samym roku został kapitanem drużyny. W kwietniu 2017 przedłużył kontrakt z klubem o rok. We wrześniu 2018 ponownie został zawodnikiem Saławatu. Z końcem kwietnia 2021 odszedł z klubu.

## Kariera trenerska
W maju 2021 wszedł do sztabu trenerskiego Spartaka Moskwa.

## Sukcesy
Klubowe

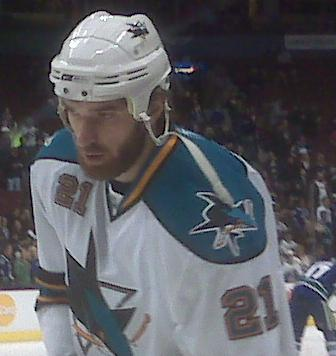
Aleksiej Siemionow w barwach San Jose Sharks (2009)

- Emms Trophy: 2001 z Sudbury Wolves
- Mistrzostwo dywizji NHL: 2008, 2009 z San Jose Sharks
- Presidents’ Trophy: 2009 z San Jose Sharks
- Puchar Spenglera: 2010 ze SKA Sankt Petersburg
- 1. miejsce w Dywizji Bobrowa w sezonie regularnym: 2010, 2012, 2013 ze SKA Sankt Petersburg
- 1. miejsce w Konferencji Zachód w sezonie regularnym: 2010, 2012, 2013 ze SKA Sankt Petersburg
- Nagroda Wsiewołoda Bobrowa (dla najskuteczniejszej drużyny w sezonie): 2012 ze SKA Sankt Petersburg
- Puchar Kontynentu: 2013 ze SKA Sankt Petersburg
- Brązowy medal mistrzostw Rosji: 2013 ze SKA Sankt Petersburg

Indywidualne
- OHL 1999/2000:
  - Trzeci skład gwiazd OHL
- OHL i CHL 2000/2001:
  - Max Kaminsky Trophy – nagroda dla najlepszego obrońcy OHL
  - Pierwszy skład gwiazd OHL
  - Trzeci skład gwiazd CHL
- NHL (2003/2004):
  - NHL YoungStars Game
- KHL (2011/2012):
  - Drugie miejsce w klasyfikacji minut kar w fazie play-off: 45 minut
- KHL (2014/2015):
  - Najlepszy obrońca miesiąca – styczeń 2015[10]